# (32078) Jamesavoldelli
(32078) Jamesavoldelli est un astéroïde de la ceinture principale.

## Description
(32078) Jamesavoldelli est un astéroïde de la ceinture principale. Il fut découvert le 5 mai 2000 à Socorro (Nouveau-Mexique) par le projet LINEAR. Il présente une orbite caractérisée par un demi-grand axe de 2,28 UA, une excentricité de 0,08 et une inclinaison de 4,9° par rapport à l'écliptique.